# Ordensburg Vogelsang

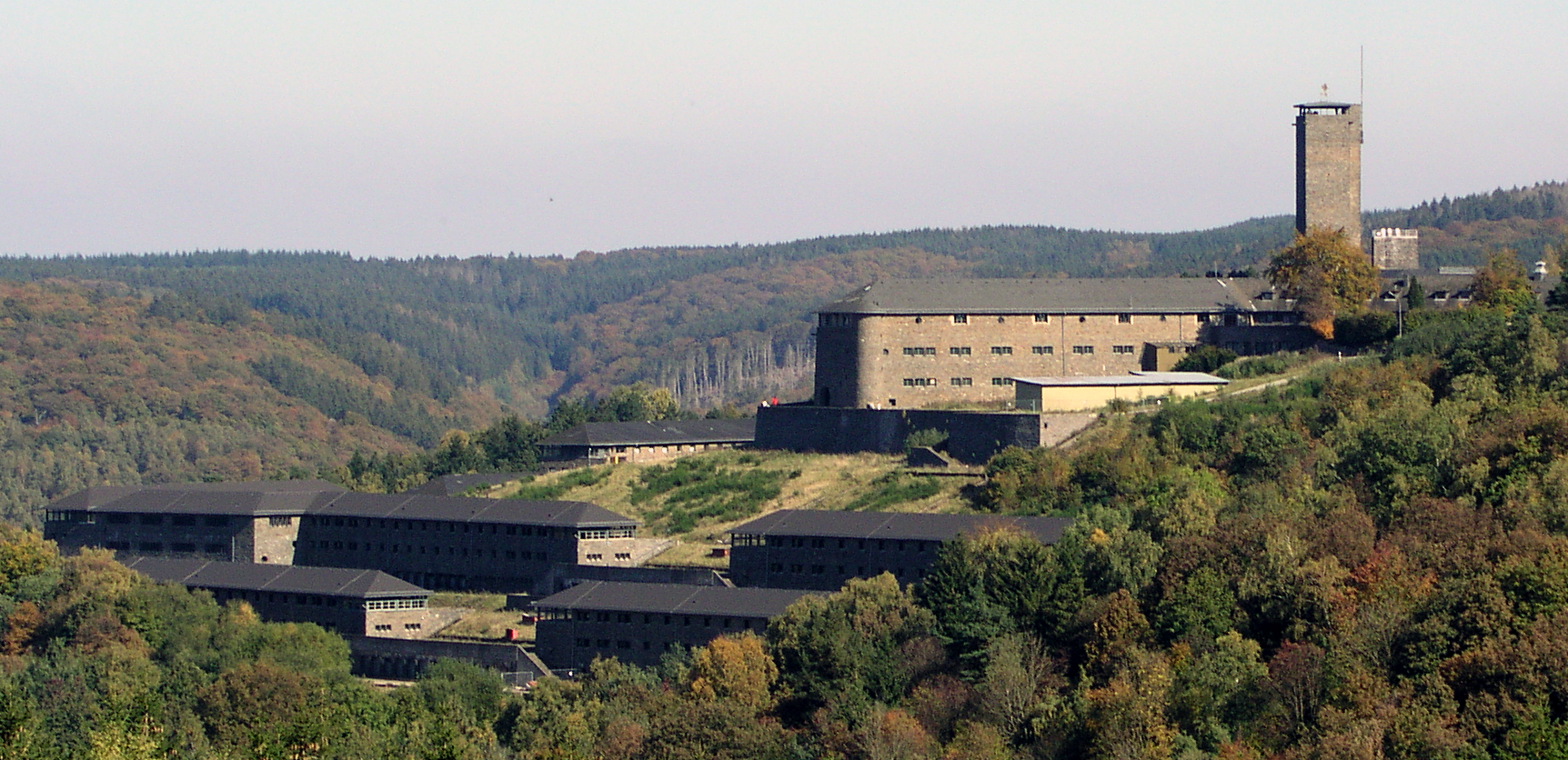
Burg Vogelsang

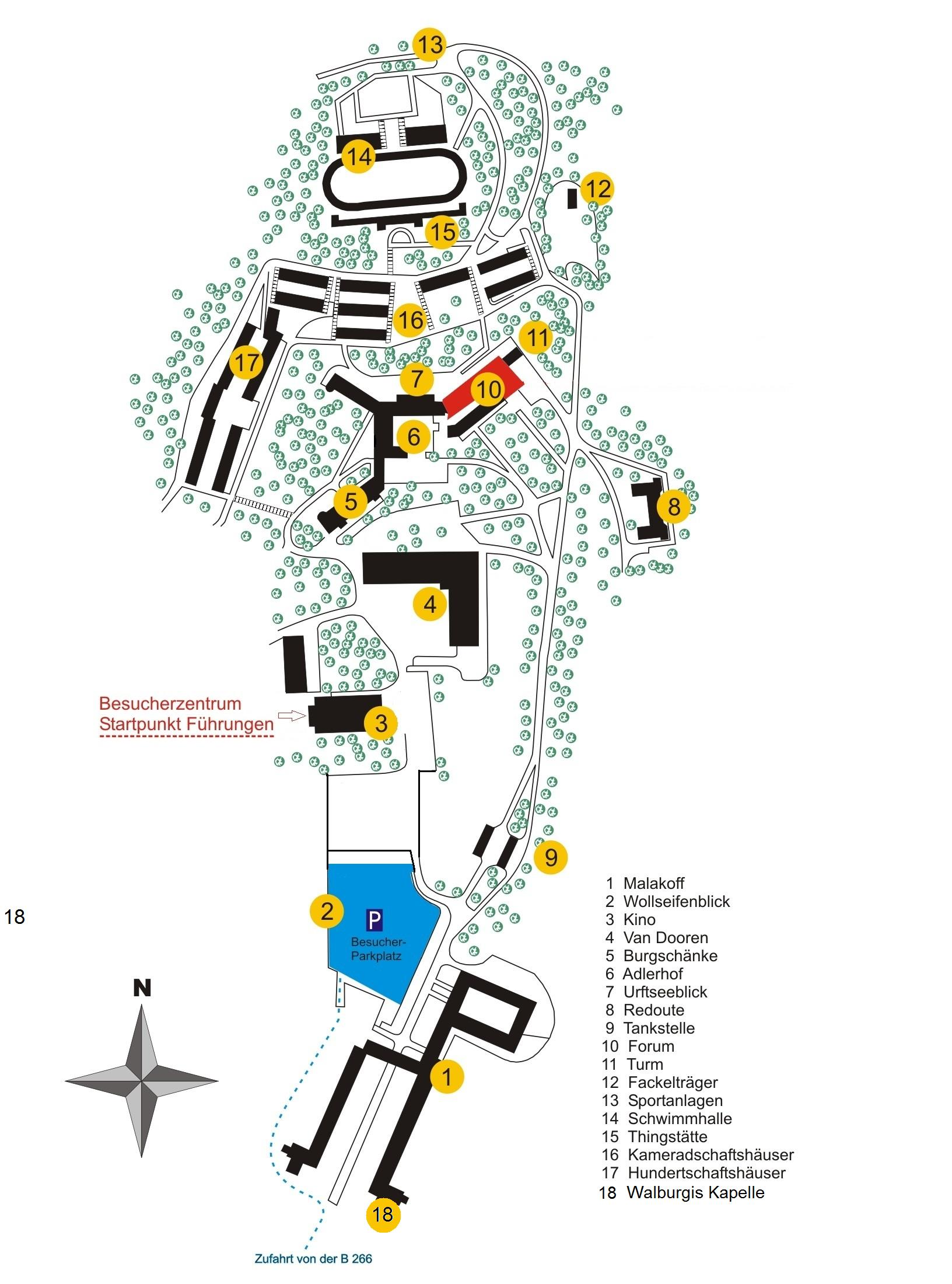
Algemeen inplantingsplan Burg Vogelsang, 2009

De NS-Ordensburg Vogelsang is een voormalig opleidingskamp van de NSDAP in de Duitse Eifel, vlak bij de Belgische grens in de Duitse deelstaat Noordrijn-Westfalen.

## Situering
Het begrip Ordensburg ontstond naar aanleiding van de behoefte van de partij en het staatsbestuur, om zich sterkere symbolen uit de Duitse geschiedenis eigen te maken en ze ideologisch een andere uitleg te geven. Er werden drie zulke burchten gebouwd om de partijelite van het NSDAP te scholen voor topfuncties binnen deze partij. Deze burcht bij Wollseifen, de Ordensburg Sonthofen en de Ordensburg Krössinsee. Elke burcht had een bijzondere opdracht in de opleiding. 
Deze burcht, gebouwd tussen 1934 en 1936 naar ontwerp van Clemens Klotz, huisvestte tot aan de aanvang van de Tweede Wereldoorlog vijfhonderd SA'ers (Ordensjunkers). In de Ordensburg indoctrineerden de nazi's rekruten tussen 25 en 30 jaar oud in hun rassenleer. Het omvangrijke complex omvatte gemeenschapshuizen (zogenoemde Kameradschaftsraüme), slaapzalen, sportaccommodaties en een als auditorium aangewende Thingplatz. Tijdens de Tweede Wereldoorlog was het complex in gebruik als kazerne van de Wehrmacht.
Na de Tweede Wereldoorlog werd de Vogelsang een militair oefengebied voor verschillende NAVO-landen; eerst voor de Britten en vanaf 1950 tot in 2005, voor de Belgische krijgsmacht. Ook de Nederlandse Landmacht verbleef er veelvuldig. De kazerne werd hiervoor gerestaureerd; enkel de opschriften ter ere van Hitler werden weggehakt. Ook werd er een kazerne in dezelfde stijl bijgebouwd en een bioscoopzaal en een klimmuur werden ingericht voor de troepen.

## Actuele bestemming
In 2006 werd het monumentale complex als onderdeel van het Nationalpark Eifel opengesteld voor het publiek. Op 11 september 2016 werd een jaren durende renovatie afgerond en is er een museum geopend. Het museum, met de permanente tentoonstelling Bestemming Herrenmensch, NS-Ordensburgen tussen fascinatie en misdaad is dagelijks geopend. Een deel van de voormalige kazerne werd in gebruik genomen door het bisdom Aken. In 2015 werd bekendgemaakt dat een gedeelte van de voormalige eliteschool van het Derde Rijk zou worden omgevormd tot een opvangcentrum voor asielzoekers. Het betreft kwartier De Schelde dat naoorlogs werd opgericht. In de buurt bevindt zich als Wüstung ook het voormalige Eifeldorp Wollseifen.

## Fotogalerij

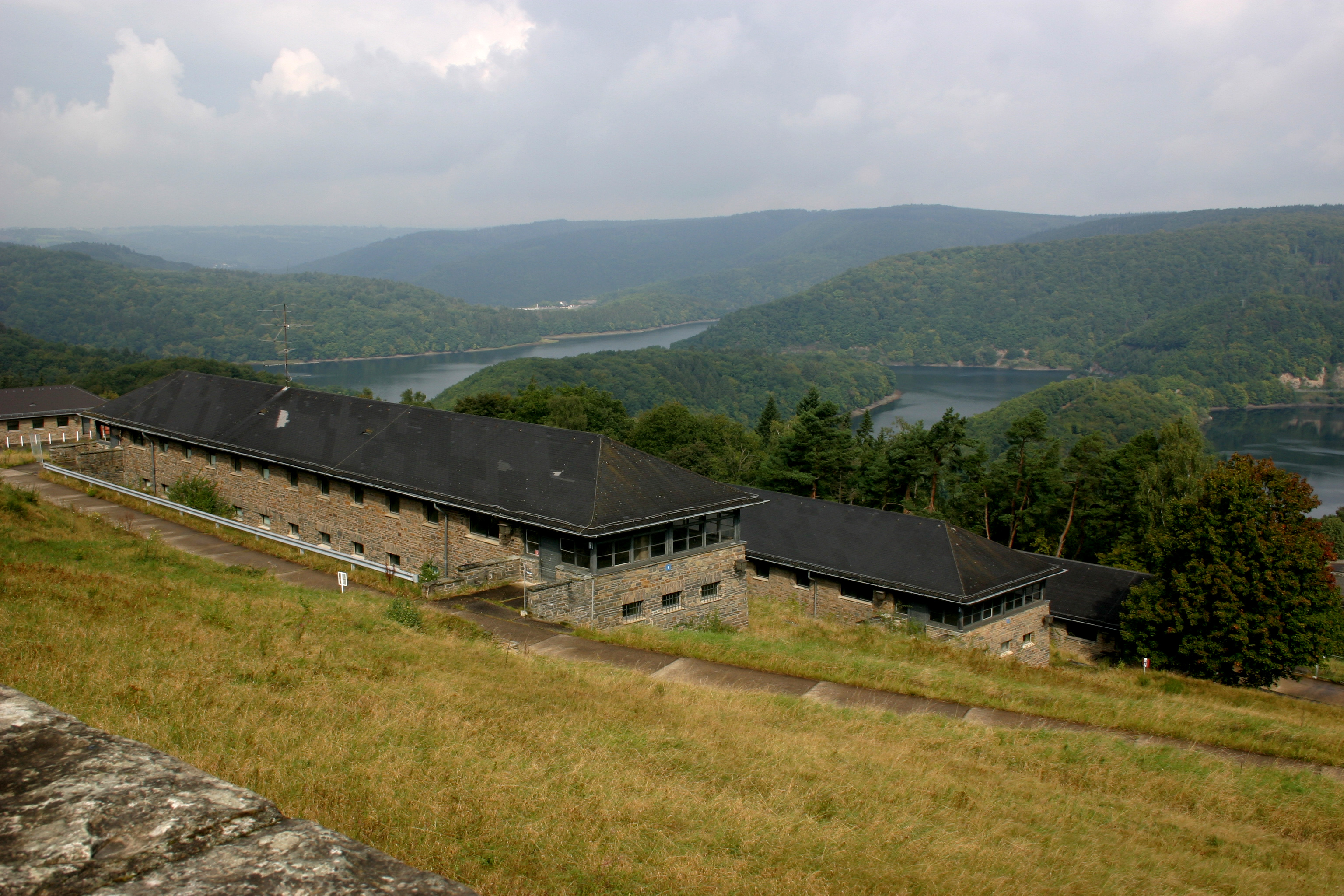
Accommodaties aan de Urftsee
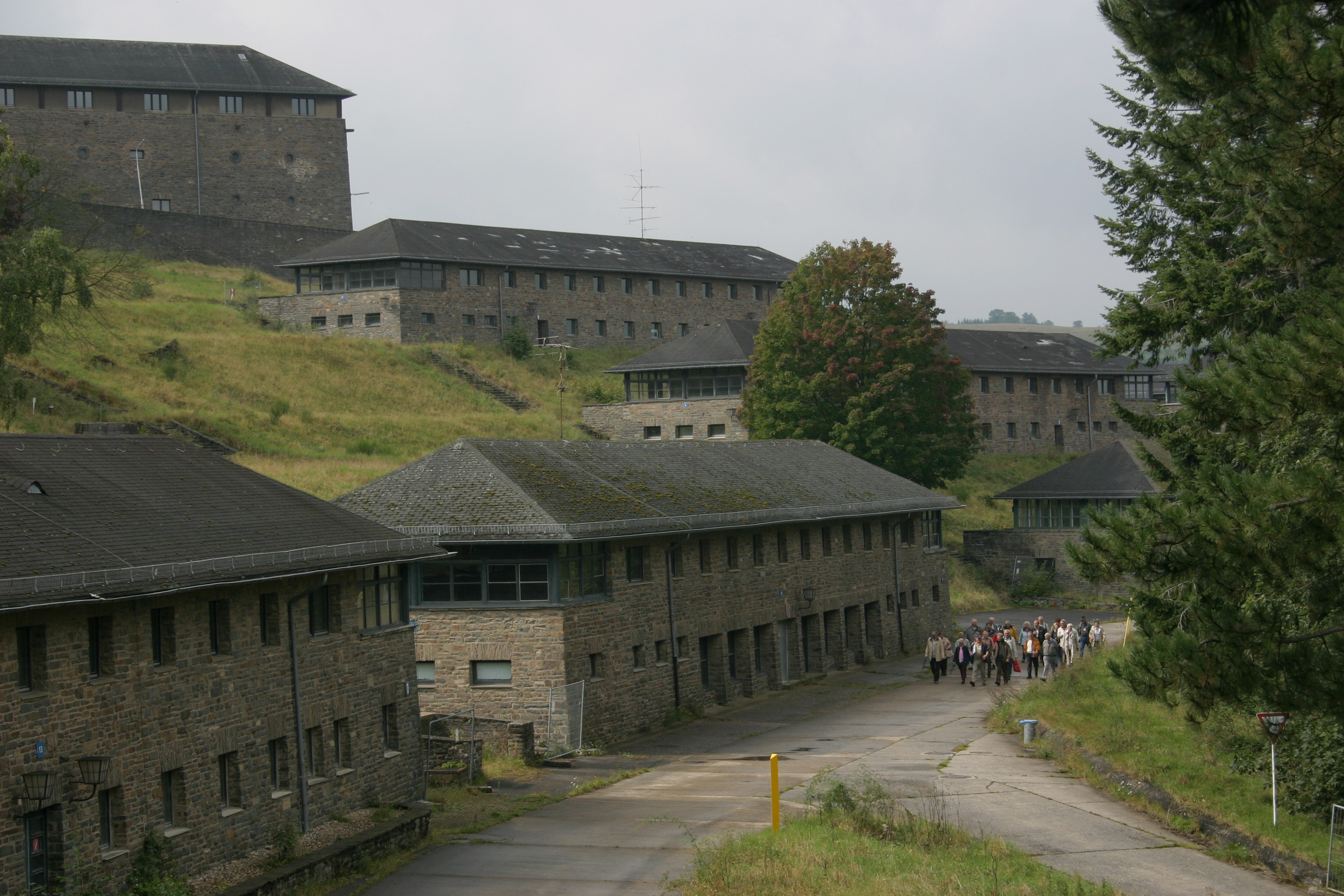
Accommodaties
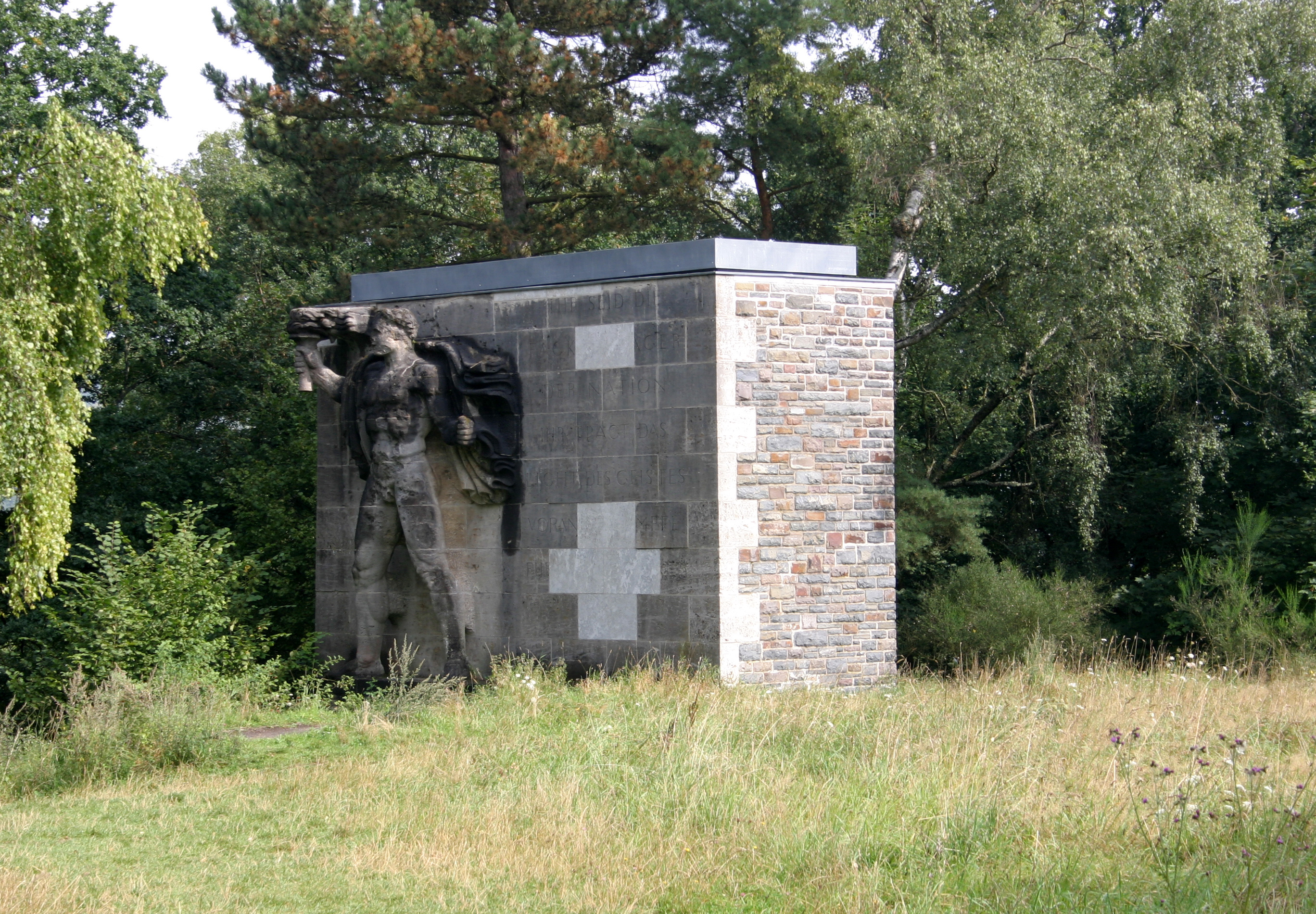
Fakkeldrager
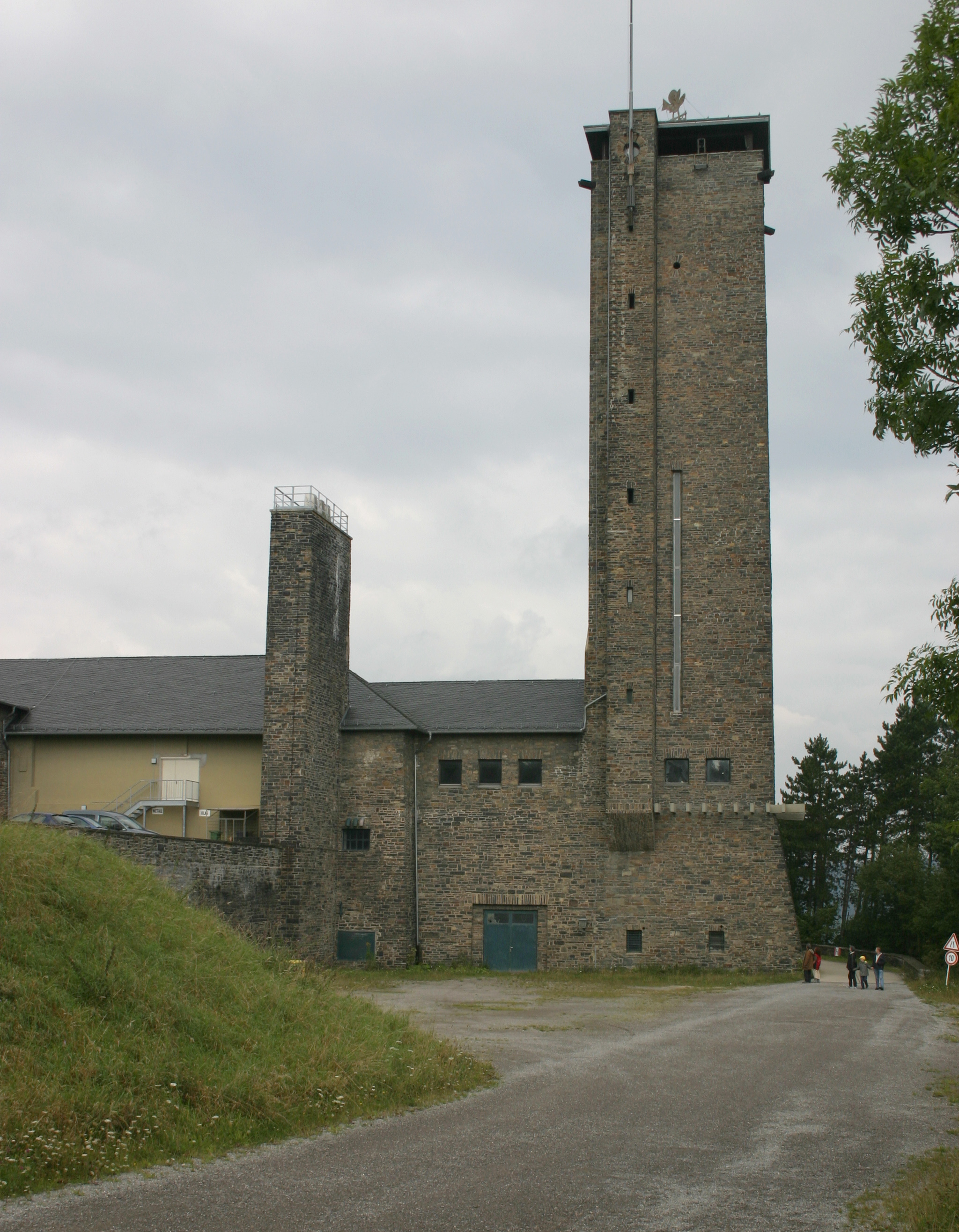
Watertoren
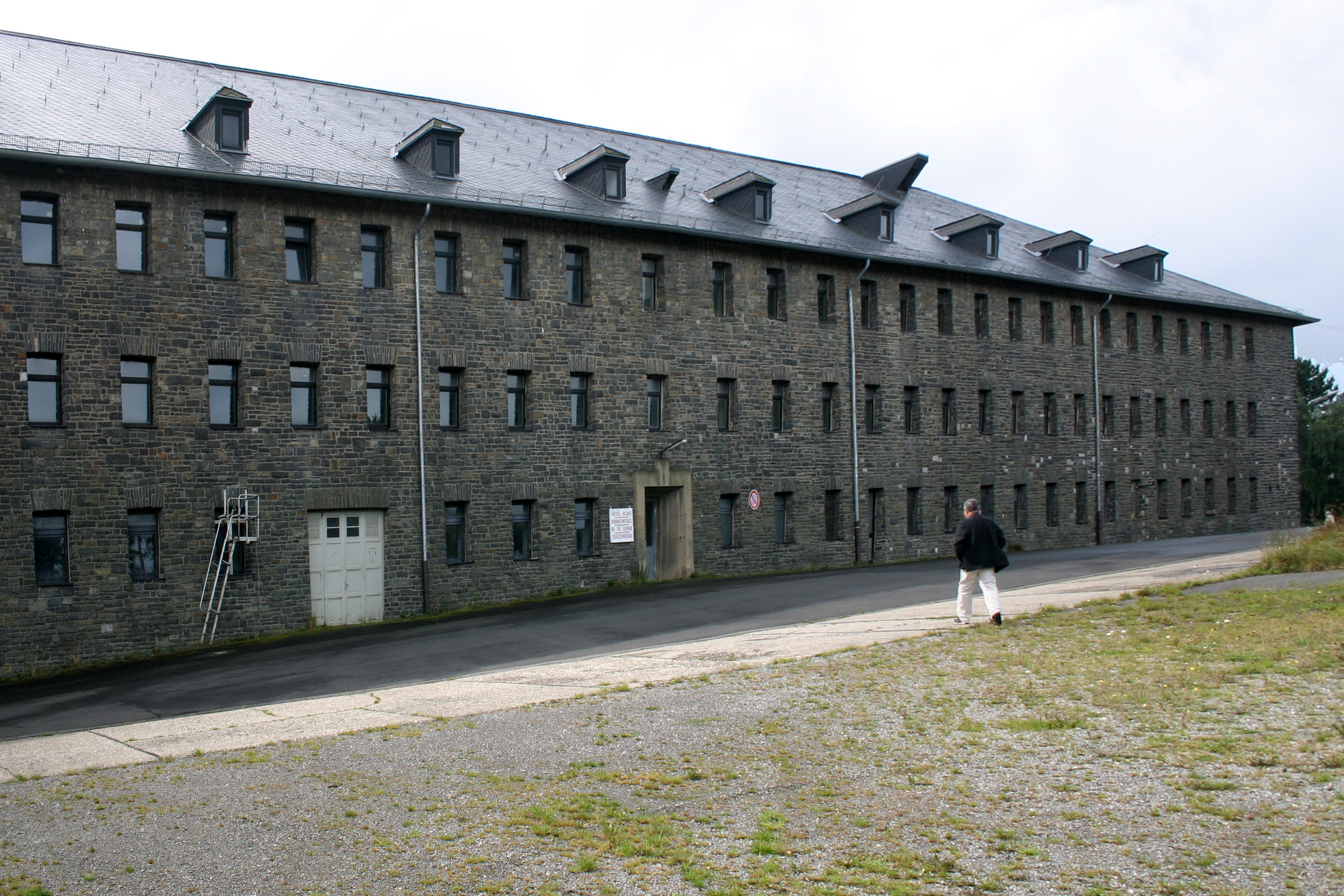
Kazerne van Dooren